# 窄眼繸鯒
窄眼繸鯒，又稱窄眶多棘牛尾魚，為輻鰭魚綱鮋形目牛尾魚科的其中一種。

## 分布
本魚分布於馬紹爾群島、台灣、日本等海域。

## 深度
水深1至30公尺。

## 特徵
本魚外觀和乳瓣繸鯒略同，但其唇緣無乳突。體呈淡褐色，體側有4至5條不顯著之褐色橫帶。體長可達到25公分。

## 生態
屬底棲性魚類，喜棲息於沙泥質海域或礁沙交錯處。活動力差，游動緩慢，常將身體埋於沙中，或利用保護色藏於礁石間，以欺敵或誘捕獵物。

## 經濟利用
食用魚，以油煎時為宜。